# Medínit Habu
Medínit Habu (v egyptštině Džamet, koptsky Džéme) je současné arabské označení archeologické lokality v jižním Egyptě na západním břehu Nilu naproti luxorskému chrámu v okruhu staroegyptského města Vesetu. Název je odvozen od jména významného hodnostáře a mudrce Amenhotepa, syna Hapiho (egyptsky Amenhotep sa Hapu), jehož zádušní chrám se zde kdysi nacházel.

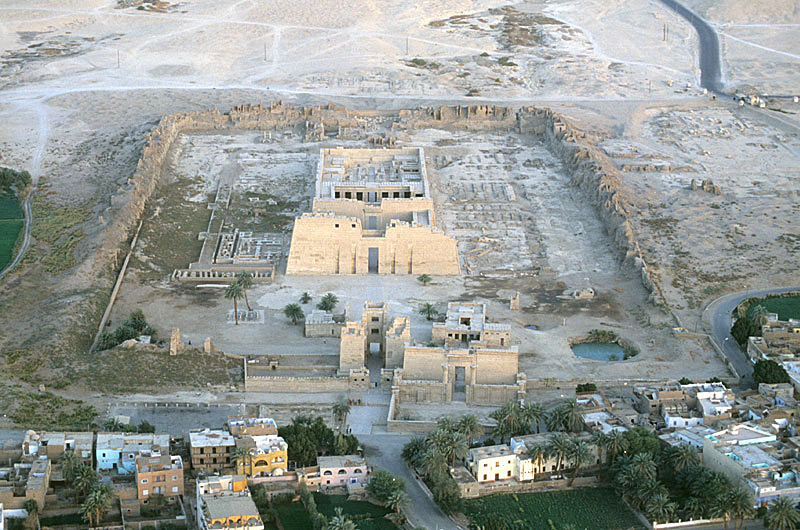
Areál Medínit Habu

Místo bylo kultovním centrem jedné z podob boha Amona. Dnes se zde nacházejí pozůstatky královských zádušních chrámů z doby Nové říše, zejména rozsáhlý chrámový komplex panovníka 20. dynastie Ramesse III. komplex byl obehnán mohutnou, několik metrů vysokou cihlovou zdí a byl tak zároveň pevností. Uvnitř se nacházel královský palác, sklady, příbytky kněží či posvátná jezírka. 